# Xuân Phương, Xuân Trường
Xuân Phương là một xã cũ thuộc huyện Xuân Trường, tỉnh Nam Định, Việt Nam.
Xã Xuân Phương có diện tích 2,84 km², dân số năm 1999 là 5698 người, mật độ dân số đạt 2006 người/km². Năm 2013 là 6706 người.
Gồm tám xóm hành chính: 1,2,3,4,5,6, Bắc, Nam.
Các làng cổ: Trà Lũ Đông, Trà Lũ Đoài, Phú Nhai.

## Lịch sử tên gọi
Lịch sử sử xã Xuân Phương bắt đầu từ làng Trà Lũ và làng Phú Nhai.
Làng Trà Lũ khởi tạo là quá trình hình thành ấp, rồi thành làng và lớn nhất là xã. Sau này khi dân số đông, tôn giáo phức tạp lại chia tách thành các thôn rồi xã riêng biệt.
Cần phân biệt với Tổng Trà Lũ mà xã Trà Lũ là một bộ phận.
(Tổng Trà Lũ có 8 xã, phường là: Trà Lũ, Lạc Nghiệp, Vạn Lộc, Trà Khê, Quần Cống, Hoành Vực, Chuỳ Trà, phường thủy cơ Trà Lũ. Đầu thế kỷ XX đổi tên xã Hoành Vực thành xã Thọ Vực; xã Chuỳ Trà thành xã Thanh Trà (sau lại đổi Thanh Trà thành Thanh Khê); xã Quần Cống thành xã Thiên Thiện; Chia xã Trà Lũ làm Trà Lũ Đông, Trà Lũ Đoài, Trà Lũ Bắc, Trà Lũ Trung và lấy trại Nam Điền thuộc xã Trà Lũ Trung lập thành xã Nam Điền. Bỏ phường thủy cơ Trà Lũ.)

### Tên gọiTrà Lũ
Theo gia phả Họ Trần xã Xuân Trung và sách Trà Lũ xã chí thì vốn dân Trà Lũ di cư từ làng Lủ (Lũ) (Có tài liệu ghi rằng từ xã Phượng Lủ, phủ Khoái Châu, tỉnh Hưng Yên, nay là xã Kim Thi, tỉnh Hưng Yên. Cũng có giả thiết khác từ làng Lủ xã Kim Lũ, tổng Khương Đình, huyện Thanh Trì, phủ Thường Tín nay là phường Đại Kim - Hoàng Mai - Hà Nội) khai phá đầu tiên vào giữa thế kỷ XV, lấy một phần tên làng cũ đặt cho đất mới là Trà Lũ.
Theo Phan tộc thế phả có đoạn
"Bản chi ta ngoại thành Hà Nội
Phượng Lũ là xã cội quê hương
Thủy tổ Chính Niệm đường đường
Về ngay Trà Lũ Xuân Trường định cư"
Những vị tổ mở đất còn để lại di huấn cho con cháu câu ca dao về sự việc này, nhắc nhở con cháu không quên quê gốc:
"Chữ Kim đổi lấy chữ Trà
Còn một chữ Lũ để mà làm ghi."
Đến thời điểm hiện nay, làng Trà Lũ xưa đã nằm trong các đơn vị hành chính xã Xuân Bắc, Xuân Phương, Xuân Trung và một phần trại Nam Điền nay thuộc xã Xuân Vinh.

### Thời gian lập làng Trà Lũ
Có thể dự đoán khoảng niên hiệu Hồng Đức - 1470, triều Lê Thánh Tông qua đôi câu đối còn lưu trong Từ đường (nhà thờ họ Phan Tộc) có ghi:
"Hồng Đức niên gian bồi đức thụ.
Trà Giang lạc thổ triệu nhân cơ"
(Năm Hồng Đức vun trồng lên phúc đức
Đất sông Trà tốt đẹp hạnh phúc dựng cơ đồ)

### Tên gọi Phú Nhai
Làng Phú Nhai thuộc tổng Thủy Nhai (Gồm các xã Thủy Nhai, Trung Lễ, Hạ Linh, Trung Linh, An Cư, Phú Đường, Phú Nhai, Lục Thủy, Thượng Miêu, Nhật Hy, Bùi Chu, Hoành Quán, phường thủy cơ An Cư. Đầu thế kỷ XX chia tách xã Phú Đường thành hai xã mới là Liên Thủy và Phú An; Tách xã Thủy Nhai thêm thôn Thủy Nhai Trung; Đổi tên xã Thượng Miêu thành xã Thượng Phúc; Chia xã Nhật Hy thành hai xã Nhật Hy Thượng và Xuân Bảng).
Buổi đầu đến khai hoang, người Trà Lũ chọn những nơi đất cao để lập làng, chọn những rẻo đất màu mỡ để canh tác mà không quan tâm đến vị trí xa hay gần. Vì thế đất đai Trà Lũ từng kéo xuống tận đến khu vực Giao Thủy, giáp đất Hải Hậu ngày nay. Đây là nguyên nhân dẫn tới hiện tượng đất đai Trà Lũ xen kẽ với nhiều làng xã, tục gọi là cài răng lược.
Khi lập làng người Trà Lũ thường chọn khu vực cao ráo, màu mỡ để ở và trồng lúa, thì khu vực Vụng Thuyền Chài giữa các thôn Trà Lũ Trung, Trà Lũ Bắc, Trà Lũ Đông người xã Thủy Nhai đến cắm mốc, về sau người xã Thủy Nhai mới kéo đến khai khẩn, định cư và thành lập trại Phú Nhai. Quá trình bồi lắng phù sa do các trận lũ lụt lớn trước thế kỳ XIX đã nâng dần cốt đất khu vực này.
Cho đến trước khi sáp nhập Phú Nhai vào Trà Lũ, đất Trà Lũ vẫn có hình thế đặc biệt
“ Ba thôn Trà Lũ bò ra ngoài
Một thôn Phú Nhai, nhai vào giữa”
Triết tự phiên âm Hán Việt thì "Phú"-trù phú hoặc còn được giải thích ghép từ Phú Lãng Sa khi người Pháp tạo ảnh hưởng mạnh mẽ tới làng Phú Nhai. "Nhai"-bờ phù hợp với vùng có địa hình thấp trũng, cũng là tên gốc làng xã Thủy Nhai.
Hiện nay, theo địa dư tôn giáo thì Giáo xứ Phú Nhai gồm làng Phú Nhai và các giáo họ thuộc làng Trà Lũ Đoài xưa (trừ Giáo xứ Kính Danh).

### Sáp nhập và chia tách
Năm Thành Thái thứ 1 (1889) do việc tăng đinh, bổ sưu - nộp thuế mà các Giáp giáo - Họ đạo (theo đạo Công giáo) của ba thôn hợp thành thôn Đoài - Trà Lũ Đoài (trừ làng Phú Nhai).
Năm Duy Tân thứ 9 (1915), 4 thôn của xã Trà Lũ tách thành 4 xã: Trà Bắc (Trà Lũ Bắc nay thuộc Xuân Bắc). Trà Đông (Trà Lũ Đông nay thuộc xã Xuân Phương), Trà Trung (Trà Lũ Trung nay thuộc Xuân Trung), Trà Đoài (tương ứng khu vực các giáo họ Bắc Tỉnh, Đức Bà, Giuse, Thôn Đông, Thất Sự, Thánh Tâm và giáo xứ Kính Danh hiện nay).
Năm 1948, Trà Trung, Trà Bắc, Trà Đông, Trà Đoài và Phú Nhai hợp nhất lại thành xã Trà Phú.
Năm 1950, Trà Phú tách thành Xuân Bắc và Trà Phú.
Năm 1952, Trà Phú đổi thành Xuân Phương.
Năm 1956, Xuân Phương tách thành Xuân Phương và Xuân Trung.

## Cơ sở Tôn giáo
Xuân Phương có chùa Tiên Quang thường gọi là chùa Trà Đông xây dựng năm 1560 đời vua Lê Anh Tông.
Đền làng Trà Lũ Đông thờ Đương cảnh thành hoàng Hinh Long đại vương thượng đẳng thần. Có 9 đạo sắc và sắc chỉ ban tặng từ năm Cảnh Hưng nguyên niên (1740) đến năm Khải Định thứ chín (1927). Nguyên trước đền xây dựng cách phía bắc chùa Đông hơn trăm mét, năm 1965 bị phá dỡ (cùng với Đình, Văn chỉ, Võ chỉ, miếu các xóm thôn Trà Đông) lấy vật liệu xây trường học, làm cống đi Thọ Nghiệp. Năm 2001, tái lập về vị trí hiện nay, năm 2022, UBND tỉnh Nam Định công nhận là Di tích lịch sử văn hóa cấp tỉnh.
Đền Trần ba xã Bắc - Trung - Phương thờ Trần Hưng Đạo do Chi Lan hội xây dựng năm Đồng Khánh - Ất Dậu 1885.
Tổng Trà Lũ xưa, địa danh ghi dấu trong sử là một trong ba nơi đạo Công giáo được truyền đến đầu tiên ở Việt Nam.
Sách Khâm định Việt sử thông giám cương mục in năm 1884, thường dẫn thường dẫn nội dung của Đại Việt sử ký tiền biên và sách Dã Lục, được ghi nhận lại trong sách Tây dương Gia tô bí lục đều thống nhất:
Chính tại vùng này, lịch sử ghi nhận các nhà truyền giáo phương Tây đã lần đầu tiên đến truyền đạo:
"Gia tô: Theo sách Dã Lục, thì ngày 1 tháng 3 năm Nguyên Hòa thứ nhất (1533) đời Lê Trang Tông, người Tây Dương tên là Y-nê-xu lén lút đến xã Ninh Cường, xã Quần Anh huyện Nam Chân và xã Trà Lũ huyện Giao Thủy, ngấm ngầm truyền giáo về tả đạo Gia tô." Theo Trà Lũ xã trí của Lê Văn Nhưng soạn năm Duy tân thứ chín (1915) thì xóm "Bắc Tỉnh đúng là nơi gốc truyền đạo, trước đây các giáo mục người Y Nha Pho, Tây Ban Nha thường về đây trước rồi mới về Phú Nhai là xã toàn tòng"Nơi đây có Vương cung thánh đường Phú Nhai kính Đức mẹ vô nhiễm nguyên tội nổi tiếng về kiến trúc gôtich đặc trưng, độc đáo hệ thống các cửa sổ hoa hồng và mái vòm nhọn.
Các họ đạo Giáo họ Thôn Đông, Giáo họ Thánh Tâm, Giáo họ Thất Sự. Hiện nay, khoảng 80% dân số theo đạo Công giáo.
Ngoài ra còn rất nhiều từ đường nhà thờ tổ, miếu đường, nguyện đường...
Năm 2009, nhà thờ tổ Phan tộc (xóm 4) được UBND tỉnh Nam Định công nhận là Di tích lịch sử văn hóa cấp tỉnh.

## Các nhân vật được tôn kính

### Người đỗ đạt khoa cử, võ cử
1. Cụ Phan Chính Tín đỗ Tứ trường - Hương cống triều Lê.
2. Cụ Phan Sự Thịnh tự Đình Tuấn đỗ Hương cống triều Lê phong tước Tả hiệu úy An Sơn hầu.
3. Cụ Phan Cự (Đăng) Đệ đỗ Thủ khoa - Giải nguyên triều Tây Sơn, niên hiệu Quang Trung năm Kỷ Sửu 1789, giữ chức Tri huyện Thiên Phú - Phú Xuyên.
4. Cụ Phan Viết Cân (Hân) đỗ Phó bảng tiến sĩ võ triều Nguyễn, năm Tự Đức thứ 21 (Mậu Thìn 1868). Cuối thời Nguyễn, ông làm quan dẫn mộ khai hoang lập ấp, dân tôn làm Thành hoàng làng Quý Đức - Tiền Hải - Thái Bình.
5. Cụ Phan Duyệt lực sĩ dùng trường côn đấu hổ, hổ sợ uy mà không dám vồ, được phong Giám quan, sau là Phó lý làng Trà Lũ Đông.

### Người được ghi ơn
Người dân có phong tục lập Từ đường thờ Tổ tên và người thân qua đời với các dòng họ Phan, Hoàng, Lê, Phạm, Đỗ, Bùi, Khổng, Đinh... Ngoài các nhà thờ tổ họ cả thờ sơ tổ còn nhiều nhà thờ họ chi thờ các tổ đời đời sau. Tên tự thủy tổ các tộc họ lớn như sau:
Phan đại tộc sơ tổ Phan Chính Niệm (xóm 4)
Lê đại tộc sơ tổ Lê Gia Sỹ (Xóm 1)
Hoàng đại tộc sơ tổ Hoàng Chính Phúc (Xóm 2)
Phạm tộc sơ tổ Phạm Chính Niệm (Xóm 2)
Đỗ tộc sơ tổ Đỗ Nhân Nghĩa (Xóm 2)
Bùi tộc sơ tổ Bùi Đình Phong (Xóm 2)
Khổng tộc sơ tổ Khổng Thiện Ngộ (Xóm 3)
Đinh tộc sơ tổ Đinh Phúc Lộc (Xóm 5)
Vũ tộc sơ tổ Vũ Ích Lão (xóm 1)
Trần tộc sơ tổ Trần Phúc Ngàn (Xóm 1)
Vũ tộc sơ tổ Vũ Đình Thớ (xóm 5)
Đinh tộc sơ tổ Đinh Nho Công (Phú Nhai)
Trong bản Hương ước Trà Lũ Đông báo cáo quan trên năm 1940 có để 2 sào hương đăng cúng lễ cụ Cai (cụ Cai tổng Phan Triều Thắng) và cụ Chưởng (cụ Chưởng huyện Phan Tế). Phan Triều Thắng, tự Như Trụ, húy Bò, thụy Uy Dũng, giữ chức Cai tổng Tổng Trà Lũ (tục gọi là cụ Cai), khi thuế đinh điền nặng nhẹ, sinh kiện cáo cụ đã đứng ra phân chia ruộng đất công bình cho nhân dân ba thôn Trung Bắc Đông. Cụ bà là Hoàng Thị hiệu là Từ Tâm đức độ, khi có nạn đói cụ bỏ thóc nhà phát cứu đói cho dân được nhân dân phụng thờ.
Phan Tế, làm Chưởng huyện (đặc trách địa bạ, hộ tịch), niên hiệu Đồng Khánh thứ 3 (1866) đệ đơn kiến nghị triều đình giúp xã nhà được giảm số đinh phải chịu thuế.
Nghĩa trang liệt sĩ xã Xuân Phương là nời tưởng niệm các 78 liệt sĩ đã hy sinh trong chiến tranh bảo vệ đất nước.
Xuân Phương có 13 bà mẹ được phong tặng danh hiệu "Bà Mẹ Việt Nam Anh Hùng"
Khuân viên giáo họ Thôn Đông có ngôi mộ cụ Lê Kình (Kinh) có công cứu cố đạo Tây dương khi bị truy bắt trong đợt cấm đạo triều Nguyễn.

### Khởi nghĩa nông dân
Cụ Phan Bá Vành, đời thứ 11 họ Phan - Trà Lũ Đông, thủ lĩnh khởi nghĩa nông dân triều Nguyễn từ 1821-1828.
Cuộc nổi dậy Phan Bá Vành có quy mô lớn nhất, kéo dài nhất (đưa vào sách giáo khoa lịch sử 7, 10). Căn cứ chính Khởi nghĩa Phan Bá Vành tại Trà Lũ (Xuân Trường).
Khi nhà Nguyễn triệt hạ cuộc khởi nghĩa, dân cư phiêu tán được Nguyễn Công Trứ thu nạp lập huyện Kim Sơn - Ninh Bình và Tiền Hải - Thái Bình.

### Chức sắc, tu sĩ tôn giáo
- Thánh tử đạo, xứ Phú Nhai 6 vị được Giáo hoàng Đức Piô XII phong, riêng xã Xuân Phương có 4 vị:
Thánh Vinh Sơn Lê Quang LIÊM (Phạm Hiếu Liêm) sinh năm 1732, Linh Mục, Dòng Đa Minh, xử trảm ngày ngày 7 tháng 11 năm 1773 tại Đồng Mơ dưới đời chúa Trịnh Sâm, phong Chân Phúc ngày ngày 15 tháng 4 năm 1906, kính ngày 07-11.
Thánh Đaminh Đinh ĐẠT, sinh năm 1803, Binh Sĩ, xử giảo ngày ngày 18 tháng 7 năm 1839 tại Nam Định dưới đời vua Minh Mạng, phong Chân Phúc ngày ngày 27 tháng 5 năm 1900, kính ngày 18-7.
Thánh Tôma Đinh Viết DỤ, sinh năm 1783, Linh Mục, Dòng Đa Minh, xử trảm ngày ngày 26 tháng 11 năm 1839 tại Bẩy Mẫu dưới đời vua Minh Mạng, phong Chân Phúc ngày ngày 27 tháng 5 năm 1900, kính ngày 26-11.
Thánh Ðaminh Hà Trọng Mậu: Sinh năm 1794 tại Phú Nhai, phủ Xuân Trường, Nam Định, là linh mục Dòng Ðaminh, bị xử trảm ngày 5 .11.1858 tại Hưng Yên, dưới đời vua Tự Ðức. Đức Piô XII suy tôn cha Đaminh Hà Trọng Mậu lên bậc Chân phước ngày 29.4.1951. Lễ kính vào ngày 5.11.
- Giám mục Công giáo quê tại xứ Phú Nhai 
ĐGM Đaminh Đinh Đức Trụ (1908-1982) 
ĐGM Đaminh Hoàng Văn Đoàn (1912-1974) 
ĐGM Đaminh Lê Hữu Cung (1898-1987) 
ĐGM Giuse Đinh Bỉnh (1920-1989) 
ĐGM Đaminh Nguyễn Chu Trinh (1940-)
* Thông tin một số tài liệu cho biết:
ĐGM Gioan Maria Phan Đình Phùng có gốc tiên tổ chi cụ Phan Phúc Lành - Trà Đông;
ĐGM Phêrô Maria Phạm Ngọc Chi có gốc tiên tổ Phạm tộc - Trà Trung.
Các cụ đời sau đi lập ấp ở Kim Sơn - Ninh Bình sau biến cố khởi nghĩa Phan Bá Vành.
- Tu sĩ Phật giáo:
Ni trưởng Thích Đàm Y, trụ trì Tiên Quang Tự (chùa Trà Đông), nuôi dấu cán bộ cách mạng thời kỳ kháng chiến được Nhà nước tặng thưởng Huy chương kháng chiến hạng Nhì.

## Khen thưởng
Năm 1974, Huân chương kháng chiến hạng ba - Phong trào tòng quân chống Mỹ cứu nước;
Năm 1984, Huân chương lao động hạng nhất - Xuất sắc phong trào lao động sản xuất;
Năm 1987, Huân chương chiến công hạng nhất -Công tác an ninh;
Năm 1997, Huân chương lao động hạng ba - Công tác thương binh liệt sĩ;
Năm 1999, Huân chương lao động hạng nhất - Cán bộ xã viên HTX nông nghiệp;
Năm 2000, Anh hùng lao động thời kỳ đổi mới - HTX nông nghiệp Xuân Phương.